# István Láng
István Láng (Boedapest, 1 maart 1933 – 23 oktober 2023) was een Hongaarse componist, muziekpedagoog en dirigent.

## Levensloop
Láng studeerde van 1950 tot 1958 bij János Viski en Ferenc Szabó aan de Ferenc Liszt-Akademie voor muziek (Hongaars: Liszt Ferenc Zeneművészeti Egyetem) in Boedapest. Na het behalen van zijn diploma's werkte hij eerst als freelance componist tot 1966. Van 1957 tot 1960 was hij assistent van Kálmán Nádasdy aan de theater-, televisie- en filmacademie in Boedapest. In 1958 was hij te gast gedurende het Warschau Herfst Festival en hoorde werken van Karlheinz Stockhausen, Luigi Nono, Witold Lutosławski en John Cage. Deze ervaring heeft zijn muzikale voorstellingen veranderd. In 1963 studeerde hij gedurende de Internationale Ferienkurse für Neue Musik bij Karlheinz Stockhausen, György Ligeti, Pierre Boulez en Luciano Berio.
Van 1966 tot 1984 was hij docent en muzikaal adviseur aan het Statelijke Hongaarse Poppentheater (Állami Bábszínháznál). In 1973 werd hij tegelijkertijd docent voor transpositie, partituurstudie en kamermuziek aan de Ferenc Liszt-Akademie voor muziek. Verder werkte hij als gastdocent aan buitenlandse universiteiten zoals de Universiteit van Colorado (1973), het Conservatorio Nacional de Música in Mexico-Stad (1985, 1987) en aan de Universiteit van New Mexico in Albuquerque.
Als componist was hij werkzaam in verschillende genres. Naast werken voor het muziektheater (opera's, balletten) en televisieopera's schreef hij werken voor orkest, harmonieorkest, vocale muziek en kamermuziek. Hij diende als secretaris-generaal van de Vereniging van Hongaarse Musici (Magyar Zeneművészek Szövetségének) in de periode 1978–1990, en was lid van het bestuur van de International Society for Contemporary Music (ISCM) en het International Music Council van de UNESCO (1984–1987 en 1989–1993). Hij is sinds 1970 een veel gevraagd jurylid in diverse internationale muziekwedstrijden. Zowel in 1968 als in 1975 werd hij bekroond met de Ferenc Erkel-prijs. In 1985 werd hij onderscheiden als verdienstelijke kunstenaar. Hij ontving in 1994 de Bartók-Pásztori-prijs en in 2005 de Artisjus-prijs. In 2009 werd hij onderscheiden met het Commandeurskruis in de Orde van de Hongaarse Republiek (A Magyar Köztársasági Érdemrend középkeresztje).

## Composities

### Werken voor orkest

#### Symfonieën
- 1965: Symfonie nr. 1 (teruggetrokken) – herwerkt als Variaties en Allegro
- 1972–1974: Symfonie nr. 2
- 1981–1982: Symfonie nr. 3 "Episodi"
- 1983: Symfonie nr. 4
- 1991–1992: Symfonie nr. 5, voor sopraan en orkest
- 1991–1992: Symfonie nr. 6, voor strijkorkest (39 strijkers)
- 1995–1996: Symfonie nr. 7, voor sopraan, alt, piano en orkest
  1. Introduzione
  2. Ritornello 1
  3. Sentenza 1
  4. Riflesso 1
  5. Ritornello 2
  6. Sentenza 2
  7. Ritornello 3
  8. Riflesso 2
  9. Ritornello 4
  10. Sentenza 3
  11. Riflesso 3
  12. Ritornello 5
  13. Epilogo

#### Andere werken voor orkest
- 1965: Variációk Es Allegro (Variaties en Allegro)
- 1961/1967: Concertino, voor xylofoon en orkest
- 1969: Muisca Funebre (Treurmuziek), voor orkest
  1. Silenzio
  2. Epitaffio
  3. Double
  4. Inno (in forma di Bar)
  5. Esaltazione
  6. Consolazione nel dolore grande
- 1969–1970: Három mondat a Rómeó és Júliából (Three Sentences from the Romeo and Julia), voor strijkorkest
- 1969/2006: Wellen IV
- 1970–1971: Concerto bucolico, voor hoorn en orkest
- 1976–1977: Hegedűverseny - Concert, voor viool en orkest
  1. Molto quieto
  2. Segmenti con varianti
  3. Presto
- 1980: Dubbelconcert, voor klarinet, harp en orkest
- 1982: Egloga, voor kamerorkest
- 1987–1988: Concert, voor orgel en orkest
- Broken off Paragraphs, voor orkest
- Concert, voor strijkorkest
- Concert, voor altviool en orkest
- Hyperbola Suite, voor orkest
- Pezzo lirico, voor hobo en strijkorkest

### Werken voor harmonieorkest
- 1969: Concertino, voor xylofoon en blazers
- 1976–1977: Concert, voor viool en blazers

### Muziektheater

#### Opera's
| Voltooid in         | titel                                 | aktes  | première   | libretto                               |
| ------------------- | ------------------------------------- | ------ | ---------- | -------------------------------------- |
| 1959                | A nagy drámaíró (De grote dramaticus) | 1 akte | 1974, Pécs | van de componist naar Frigyes Karinthy |
| 1964–1967; rev.1998 | A gyáva (de lafheid)                  | 1 akte |            | van de componist naar Imre Sarkadi     |

#### Balletten
| Voltooid in | titel                                      | aktes  | première              | libretto                                           | choreografie               |
| ----------- | ------------------------------------------ | ------ | --------------------- | -------------------------------------------------- | -------------------------- |
| 1962        | Hyperbole                                  | 1 akte | 1964, Pécs            |                                                    |                            |
| 1964        | Mario és a varázsló (Mario en de tovenaar) | 1 akte | 9 mei 1964, Boedapest | van de componist en András Pernye naar Thomas Mann | Viktor Fülöp en Zsuzsa Kun |

#### Televisieopera's
- 1980–1981: Álom a színházról (Droom van het theater) – libretto: van de componist naar Iván Mándy – première: 1984, Magyar Televízió
- 1988–1989: Bekerítve (Omgeven/Omsloten) – libretto: van de componist naar István Bächer – première: 1990, Magyar Televízió

### Vocale muziek

#### Cantates
- 1962: Kamerakantáta, voor zangstem en kamerensemble (klarinet, cello, piano en slagwerk) – tekst: Attila József
  1. Miben hisztek
  2. Kopogtatás nélkül
- 1971: In memoriam N.N., cantate voor sopraan, gemengd koor (SSSSAAAATTTTBBBB) en orkest – tekst: János Pilinszky
- 1976: Ladate Hominem, cantate in 3 delen voor spreker, gemengd koor en orkest – tekst: Sophocles; Attila József
  1. Nenia
  2. Parte Principale
  3. Epilogo
- 1982: Iokasté, kamercantate voor sopraan en kamerensemble – tekst: Beney Zsuzsa
- Gyement a fold poraban (Diamond in the Dust of Earth), cantate voor spreker, gemengd koor en orkest – tekst: Ottó Orbán

#### Werken voor koor
- Tűz, voor vrouwenkoor en piano – tekst: László Nagy

#### Liederen
- Fragments, voor alt, hobo, fagot en harp
- Three Orchestral Songs, voor bas en orkest – tekst: Ottó Orbán

### Kamermuziek
- 1963: Fúvósötös, vagy amit akartok... or, "As You Like It" (Shakespeare) – Blaaskwintet nr. 1
- 1965: Duo, voor twee altblokfluiten (of twee dwarsfluiten)
- 1966: Blaaskwintet nr. 2 "Transfigurazioni"
- 1966: Strijkkwartet nr. 2
- 1968: Öt kis darab (Vijf kleine stukken), voor viool en piano
- 1970: Impulsioni, voor hobo en piano
- 1971: Cassazione, voor kopersextet (3 trompetten, 2 trombones en tuba)
- 1972: Duo, voor 2 trompetten in C
- 1972: Rhymes, voor kamerensemble (dwarsfluit, klarinet, altviool, cello en piano)
- 1975: Blaaskwintet nr. 3
- 1975: Five short Pieces, voor 2 trompetten en 2 trombones
- 1976: Constellations, voor hobo, viool, altviool en cello
- 1977: Két előjáték egy utójátékért (Two Preludes for a Postlude), voor fagot, viool, altviool en cello
- 1978: Strijkkwartet nr. 3
- 1979: Hullamok II (Waves II), voor dwarsfluit en gitaar
- 1980: Prelude, 3 Mobils and Postlude, voor koperkwintet
- 1981: Music 2-4-3, voor kamerensemble (hobo, hoorn, viool, altviool, contrabas, harp, piano, vibrafoon en cimbalom)
- 1983: Lento, voor koperkwintet
- 1989: Affetti, voor klarinet, viool, cello en harp
- 1995: Viviofa, voor vibrafoon, altviool en fagot
- 2001: Movimento, voor viool en orgel
- 2002: Sempre in tensione, voor dwarsfluit, viool en altviool
- 2010: Ottorgano, voor kopersextet en orgel
- 2012: Csomók a vonalon (Knots on the Line), trio voor dwarsfluit, altfluit en cello
- 3 szösszenet hegedűre és harsonára, voor viool en trombone
- Sonate, voor viool en piano
- Sonate, voor cello en piano

### Werken voor orgel
- 1983: Organissimo
- 2011: Gestures

### Werken voor piano
- 1972: Intermezzi
- 1979: Láncolat – zongorára (Concatenation)
- Cages Notes
- Haiku

### Werken voor klavecimbel
- 2004: Ist es möglich ohne B-A-C-H?, fantasie

### Werken voor tuba solo
- Aria di coloratura, voor tuba solo

### Werken voor cimbalom
- 1963: rev.1980 Duo, voor twee cimbaloms
- 1973: Improvizáció, voor cimbalom[1]
- 1982: Soliloquium
- Waves II

### Werken voor harp
- 1992: Harphonia

### Werken voor slagwerk
- 1978: Ütös-zene - egy elöadóra
- 1987: Chagal elrepül alvó Vityebszkje fölött (Chagall Flies Away over his Sleeping Vitebsk), voor 4 slagwerkers

### Filmmuziek
- 1963: Egyiptomi történet
- 1963: Tücsök
- 1964: Karácsonyi ének, televisiefilm
- 1965: Déltöl hajnalig
- 1966: Az elsö esztendö
- 1967: Nem várok holnapig...
- 1972: Harminckét nevem volt

### Elektronische muziek
- 1974: Surface Metamorphoses
- 1997: Esteledés
- 1997–1999: Capriccio metronomico
- Lebegés (Floatation)
- Suonitrascolori nr. 1

### Pedagogische werken
- 1986: 7 studies, voor vier pauken